# 落水镇
落水镇，是中华人民共和国云南省曲靖市宣威市下辖的一个镇。

## 行政区划
落水镇下辖以下地区：
落水村、三道村、马图村、火石村、多乐村、滴水村、黄路村、瑞洞村、海子村和灰洞村。